# Квинт Санквиний
Квинт Санкви́ний (лат. Quintus Sanquinius; I век до н. э.) — римский политический деятель из плебейского рода Санквиниев, продвинувшийся в своей карьере до проконсульства включительно. Время его жизни точно неизвестно.

## Биография
Квинт происходил из неименитого плебейского рода. Он упоминается только в одной латинской надписи (CIL VI 1323), датируемой периодом правления императора Августа (между 27 годом до н. э. и 14 годом н. э.). Из её текста следует, что Санквиний последовательно занимал должности квестора, народного трибуна, претора и проконсула; впрочем, точных датировок нет. Лишь квестуру некоторые учёные предположительно относят к 40-м годам до н. э. 
Известно также, что Квинт Санквиний принадлежал к Стеллатинской трибе.
По версии итальянского эпиграфиста А. Деграсси, Квинт мог приходиться отцом или старшим братом некоему Марку Санквинию, сыну Квинта, который в 17 или 16 году до н. э. состоял в коллегии монетных триумвиров. В свою очередь, крупный британский антиковед Р. Сайм предположил, что вероятным сыном Санквиния был консул-суффект 39 года Квинт Санквиний Максим.